# Carlo Ambrogio Lonati
Carlo Ambrogio Lonati (ou  Lunati) (c.1645 – c.1712) foi um compositor, violinista e cantor italiano. Francesco Maria Veracini descreveu-o em 1760 como um dos mais virtuosos violinistas da época..

## Biografia
Em 1665-1667, Lonati trabalhou como violinista na corte do vice-rei de Nápoles, Pedro António de Aragão, onde também fez papéis vocais e foi violinista de ópera, incluindo em L'Amor de Vendetta de Bernardo Pasquini no papel de Vafrindo e Scipio, o Africano de Francesco Cavalli. Então, devido ao encerramento do Teatro Tordinona em 1675, foi nomeado violinista no Oratorio del Santissimo Crocifisso. Sugere-se também que Lonati deixou Roma e participou de duas obras venezianas de Giovanni Legrenzi.
Posteriormente, a partir de 1673, trabalhou em Roma, durante dez anos, ao serviço da rainha Cristina da Suécia. É a partir desse momento que fica conhecido como o "Corcunda da Rainha" - Il Gobbo della Regina.
É a partir deste período que provavelmente data a maioria das suas composições para vários instrumentos, o que inspirou as obras de Arcangelo Corelli e Henry Purcell. Em Roma, também conhece Lelio Colista e Alessandro Stradella, com o qual, mais tarde, trabalhou em Génova como empresário do teatro Falconi. Em 1684, Lonati aparece como virtuoso no serviço de Carlos Fernando III, duque de Mântua. Lonati fez sua única oratório para o tribunal de Modena, L'innocenza di Davide illesa dai furori di Saullo na igreja de S. Carlo Rotondo.
Durante a década de 1680 esteva na corte de Mântua, e em seguida passou os seus últimos anos em Milão, onde cinco das suas dez óperas conhecidas são montadas.
Lonati está presente em Londres, durante o reinado de Jaime II (rei de Inglaterra) com o famoso cantor Giovanni Francesco Grossi, ao serviço da Rainha da Inglaterra, Maria Beatrice d'Este. A permanência em Londres é colocada entre o final de 1686 e 1688.
Em 1691, o nome de Lonati ainda está na lista de músicos empregados na corte de Mântua. Neste momento, Lonati está cada vez mais presente na vida musical de Milão.
Apesar da falta de provas, o violinista Francesco Geminiani continua a ser considerado estudante de Lonati.